# Antinomianismo
O antinomianismo, termo cunhado por Martinho Lutero, do grego ἀντί, "contra" + νόμος, "lei", é definido como uma declaração que, sob a dispensação do evangelho da graça, a lei moral é de nenhum uso ou obrigação, porque somente a fé é necessária para a salvação. Apesar de esse não ser o pensamento teológico de Lutero com relação à lei moral. A lei moral para Lutero é o princípio que permanece da lei mosaica, a qual pode ser dividida em lei cerimonial, lei civil e lei moral. As duas primeiras, segundo Martinho Lutero, referiam-se apenas à nação de Israel na Antiga Aliança, portanto, transitórias; não devem ser mais obedecidas. A terceira e última, segundo o grande reformador, é o princípio de toda a lei de Deus, é permanente e se resume aos dez mandamentos. Portanto, por ser identificada como a Lei de Cristo (Gálatas 5, 14), pois toda lei se resume nos dois maiores mandamentos, descritos por Jesus Cristo nos evangelhos, lei moral deve ser observada. 
Embora o conceito seja relacionado com a crença fundamental da sola fide, onde a justificação é exclusivamente pela fé em Cristo, é levada ao extremo em antinomianismo. Ela é vista por alguns como o oposto da ideia de que a obediência a um código de lei religiosa recebe a salvação: legalismo ou obras de justiça.